# Alfred Korzybski
Alfred Habdank Skarbek Korzybski (født 3. juli 1879 i Warszawa, død 1. marts 1950 i Lakeville, Connecticut) var en polsk-amerikansk ingeniør, matematiker og filosof, der gjorde opdagelser, som dannede baggrund for den nu meget benyttede terapiform Gestaltterapi. I Manhood of Humanity fra 1921 fremsatte han en teori om forbindelsen mellem tanker og følelser, og at tankerne ikke kan adskilles fra kroppen. Ifølge teorien kan mennesker ikke opleve den fulde sandhed om verden, idet de er begrænset af deres sanser, perception og nervesystem. Teorien blev benyttet i praksis under 2. Verdenskrig til at påvirke moralen hos krigstrætte soldater